# Josje Huisman
Josina „Josje“ Huisman (* 16. Februar 1986 in Heusden, Niederlande) ist eine niederländische Sängerin, Tänzerin, Moderatorin und Schauspielerin, die vor allem durch ihren Sieg bei der Castingshow „K2 zoekt K3“ und den damit verbundenen Einstieg in die Band K3 bekannt wurde.

## Karriere
Dadurch, dass Kathleen Aerts im Jahr 2009 beschloss K3 zu verlassen, wurde ein Platz in der Band frei. Studio 100 veranstaltete mit den Fernsehsendern vtm in Belgien und SBS 6 in den Niederlanden die Castingshow K2 zoekt K3 (dt. „K2 sucht K3“), bei der Huisman den ersten Platz errang und somit den Einzug in die Band, zu Kristel Verbeke und Karen Damen gewann. Ihre Debütsingle mit K3 war „MaMaSé“, die in Belgien und den Niederlanden sehr erfolgreich war, genau, wie das gleichnamige Album.
2014 übernahm sie die Hauptrolle in der niederländischen Dramaserie "Fashion Planet".
Im März 2015 kündigte sie gemeinsam mit ihren Bandkolleginnen an K3 zu verlassen, um Platz für drei neue Mädchen zu machen.

## Filmografie
- 2009: K2 zoekt K3 (als sie selbst, Kandidatin)
- 2009–2015: De wereld van K3 (Moderatorin)
- 2010: Hallo K3!: Fernsehfilm (Hauptrolle als sie selbst)
- 2010: K3 weer K3 (Hauptrolle als sie selbst)
- 2010: K3 en het wensspeel (Hauptrolle als sie selbst)
- 2010–2013: Hallo K3! (Hauptrolle als sie selbst)
- 2012: K3 Bengeltjes (Hauptrolle als sie selbst)
- 2012: K3 Modemeiden (Hauptrolle als sie selbst)
- 2012: K3 en het droombed (Hauptrolle als sie selbst)
- 2014–2015: K3 kan het! (Moderatorin)
- 2014: Fashion Planet (Hauptrolle als sie Ellis)
- 2014: K3 Dierenhotel (Hauptrolle als sie selbst)
- 2014: K3 in Nederland (Hauptrolle als sie selbst)
- 2014: Dansdate (als sie selbst, Kandidatin)
- 2015: K3 zoekt K3 (als sie selbst)